# Gtk-gnutella
gtk-gnutella ist ein freies Filesharingprogramm für das gnutella-Protokoll. Es läuft unter unixähnlichen Betriebssystemen und basiert auf GTK+.

## Merkmale
gtk-gnutella unterstützt viele Eigenschaften moderner Gnutella-Clients, einschließlich:
- HTTP/1.1
- Gnutella 0.6 (Vendor Code GTKG)
- Gnutella-Verbindungskompression
- BYE-Paket
- GWebCache-Protokoll
- HUGE (Hash/URN Gnutella Extensions)
- Ping/Pong-Reduktion
- PARQ (Passives/Active Remote Queueing)
- PFSP (Partial File Sharing Protocol)
- HSEP (Horizon Size Estimation Protocol)
- Vendor Messages
- Ultrapeers
- QRP (Query Routing Protocol)
- Push-Proxys
- SHA-1 basierte Spamfilterung
- Tiger-Tree-Hashes
- IPv6
- Verschlüsselung mittels TLS
- Magnet-Links
- konfigurierbare Filter mit Unterstützung für reguläre Ausdrücke

Aufgrund seiner zahlreichen Einstellmöglichkeiten und seiner mächtigen Filter-Engine ist gtk-gnutella vor allem für erfahrene Nutzer geeignet.

## Geschichte
gtk-gnutella wurde ursprünglich programmiert um genauso auszusehen wie der ursprüngliche Gnutella-Client von Nullsoft. Yann Grossel beendete seine Arbeit an dem Client Anfang 2001. Nach einer Weile übernahm Raphael Manfredi als Hauptentwickler die Software. Seitdem befindet sich der Client in aktiver Entwicklung.